# Свердлово (Иркутская область)
Све́рдлово — посёлок в Эхирит-Булагатском районе Иркутской области России. Административный центр Захальского муниципального образования.

## География
Посёлок находится на расстоянии примерно 24 км к югу от посёлка городского типа Усть-Ордынский, административного центра района.

## Население
| 2002 | 2010 | 2011 | 2012 |
| ---- | ---- | ---- | ---- |
| 530  | ↘498 | ↘496 | ↘483 |

### Половой состав
По данным Всероссийской переписи, в 2010 году в посёлке проживало 498 человек (240 мужчин и 258 женщин).